# كلوريد النيكل الثنائي
كلوريد النيكل الثنائي هو مركب كيميائي له الصيغة NiCl2، ويكون الشكل اللامائي منه على شكل بلورات صفراء بنية لها قابلية استرطاب مرتفعة. أما الشكل المائي منه فيكون سداسي الهييدرات بارتباط ستة جزيئات من الماء NiCl2·6H2O ويكون على هيئة بلورات خضراء اللون.

## التحضير
يمكن تحضير كميات من كلوريد النيكل المائي بنقاوة تقنية من معالجة الخامات الحاوية على النيكل بحمض الهيدروكلوريك. عند تسخين سداسي هيدرات كلوريد النيكل إلى درجات حرارة تتراوح بين 66-133 °س يتم الحصول على ثنائي هيدرات كلوريد النيكل NiCl2·2H2O.
للحصول على الشكل اللامائي ينبغي التسخين مع مركب كلوريد الثيونيل، حيث تترافق العملية بتغير اللون من الأخضر إلى الأصفر البني.
{\displaystyle {\ce {{NiCl2.6H2O}+ 6SOCl2 -> {NiCl2}+ {6SO2}+ 12HCl}}}

## الخواص
لمركب كلوريد النيكل بنية جزيئية مشابهة لبنية مركب كلوريد الكادميوم؛ حيث تتناسق كاتيونات النيكل المركزية 2+Ni مع ستة أنيونات من الكلوريد − Cl؛ وبالمقابل تتناسق كل أنيون كلوريد مع ثلاثة كاتيونات من النيكل الثنائي.
أما الشكل المائي سداسي الهيدرات فيتألف من جزيء [NiCl2(H2O)4] المفروق (trans)، والذي يرتبط بشكل ضعيف مع جزيئي الماء المتبقيين، واللذين يشكلا ماء التبلور في المركب.

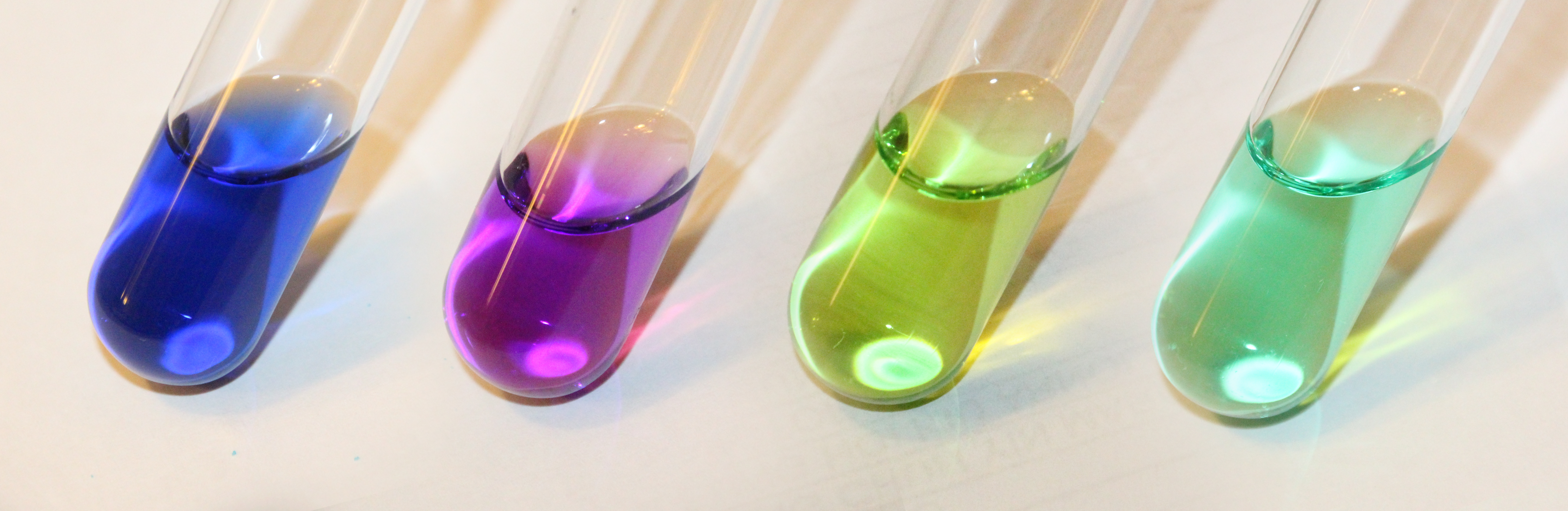
ألوان معقدات تناسقية مختلفة للنيكل الثنائي Ni(II) في محاليل مائية. من اليسار إلى اليمين: [Ni(NH_{3})_{6}]^{2+}, [Ni(en)_{3}]^{2+}, [NiCl_{4}]^{2−}, [Ni(H_{2}O)_{6}]^{2+}

يشكل كلوريد النيكل المائي العديد من المعقدات التناسقية، لسهولة تبادل جزيئات الماء في الكرات التناسقية للمركب مع جزيئات من الأمونياك أو الأمينات أو ثيوإيثرات أو الثيولات أو الفوسفينات العضوية.

## الاستخدامات
يستخدم كلوريد النيكل الثنائي في الاصطناع العضوي في التحفيز بشكل عام؛ كما يستخدم في الطلي الكهربائي.

## السلامة
تعد أملاح النيكل بشكل عام من المسرطنات في حال التعرض الطويل المستمر.